# TopWare Interactive (niemieckie przedsiębiorstwo)
Uzasadnienie: dwa artykuły traktujące o tym samym przedsiębiorstwie
TopWare Interactive (niegdyś Zuxxez Interactive) – niemieckie przedsiębiorstwo specjalizujące się w wydawnictwie gier komputerowych, założone w 2000 roku w Karlsruhe.
Gdy spółka TopWare CD Service AG, istniejąca od 1995 roku, zbankrutowała sześć lat później, została przejęta przez Zuxxez Entertainment, składające się między innymi z byłych pracowników TopWare. Zuxxez, przejąwszy wszystkie studia należące do nabytej spółki, rozwinęło swą politykę wydawniczą, odpowiadając między innymi za wydanie gry Two Worlds II. Zuxxez w 2005 roku utworzył amerykański oddział pod nazwą TopWare Interactive, współpracując jednocześnie ze studiem Reality Pump Studios (pierwotnie TopWare Programy). Ostatecznie w 2011 roku, po wchłonięciu polskiego TopWare Interactive, Zuxxez przyjęło jego nazwę.
Niemieckie TopWare Interactive, oprócz amerykańskiej filii, kontroluje także przedsiębiorstwo TopWare Entertainment zajmujące się sprzedażą hurtową.